# Чигиринский, Шалва Павлович
Ша́лва Па́влович Чигири́нский (род. 1 июля 1949 года, Кутаиси, Грузинская ССР, СССР) — российский бизнесмен. Был одним из основных совладельцев британской нефтяной компании Sibir Energy. Как основной владелец компании Russian Land Ltd занимался реализацией крупных девелоперских проектов: реконструкцией гостиницы «Россия», строительством башни башни «Россия» в «Москва-Сити», сооружением в Нагатинской пойме культурно-делового центра «Хрустальный остров», реставрацией «Новой Голландии». По оценке журнала Forbes, в 2008 году занимал 524-е место в мировом рейтинге самых богатых людей планеты и 58-е место в списке миллиардеров России.

## Биография
Шалва Чигиринский родился в еврейской семье 1 июля 1949 года в Кутаиси. Приехал в Москву в конце 1960-х и поступил в Московский государственный медицинский институт имени Сеченова. Заработал первые деньги на торговле антиквариатом.
В 1987 уехал в Испанию, затем перебрался в ФРГ заниматься риэлторским бизнесом. Там познакомился с банкиром Карлом-Хайнцем Штоком. Они создали компанию S+T Group Handels GMBH, которая начала работать в России.

### Девелоперский бизнес
В начале 1990-х годов Чигиринский вернулся в Россию и в качестве основного владельца немецкой компании S+T Group Handels GMBH начал осуществлять проекты по строительству и реконструкции объектов недвижимости, в том числе и памятников архитектуры в Москве. Первые девелоперские проекты были реализованы Чигиринским еще при первом мэре Гаврииле Попове. Первым знаковым объектом в Москве стало офисное здание для московского стройкомплекса, расположенное в Никитском переулке. Ещё в начале 1990-х Шалва Чигиринский познакомился с мэром Москвы Юрием Лужковым и его супругой Еленой Батуриной, что обеспечило рост его девелоперского бизнеса. Позже Чигиринский выкупил у Штока его долю, а компанию переименовал в «СТ Групп», в 1997 году стал председателем совета директоров компании «СТ Групп».
В 2001 году Чигиринский на паритетной основе с правительством Москвы учредил «Московскую девелоперскую компанию» (МДК). Самыми известными проектами МДК стали строительство Московского международного делового центра «Москва-Сити», создание в столице по соглашению с немецкой группой Metro сети из 20 гипермаркетов Metro-Real.
В 2002 году Шалва Чигиринские передал свои активы в компании «СТ Групп» своему младшему брату Александру, который в 2007 году переименовал компанию в группу «Снегири». Сам же Шалва Чигиринский создал компанию ООО «СТТ Групп», которой принадлежали 50 % акций МДК (такая же доля была у правительства Москвы).
В 2007 году Чигиринский перевёл все девелоперские проекты на баланс компании Russian Land Ltd.. На середину 2007 года общий объём известных проектов Чигиринского превышал более 2 млн м². Самые крупные — строительство башни «Россия» в «Москва-Сити» (400 тыс. м²), многофункционального комплекса «Югра» в Ханты-Мансийске (161 тыс. м²), реконструкция гостиницы «Россия» (410 тыс. м²) и острова Новая Голландия в Петербурге (68 тыс. м²). Для большинства знаковых проектов Чигиринский привлекал в качестве архитектора сэра Нормана Фостера.
К реализации крупных проектов Чигиринский привлекал партнёров. В реализацию Новой Голландии вместе с ним вложился Игорь Кесаев, проекты двух «Россий» — небоскрёба в «Москва-Сити» и комплекса в Зарядье — реализовывались при финансовом участии владельца Магнитогорского металлургического комбината Виктора Рашникова.
Шалва Чигиринский планировал в 2008 году вывести свою девелоперскую компанию на Лондонскую фондовую биржу. В ходе IPO компания могла разместить на LSE 18-20 % акций, ожидаемая капитализация компании могла составить около $10 млрд. Таким образом, объём размещения мог составить $1,8-2 млрд. Накануне мирового финансового кризиса 2008 года Шалва Чигиринский занимал 44-е место в списке богатейших россиян по версии журнала Forbes с состоянием $2,5 млрд.

### Нефтяной бизнес
Параллельно с девелоперским бизнесом в 1990-е годы Шалва Чигиринский начал заниматься нефтяным бизнесом. В 1996 году он вместе с British Petroleum создал компанию «Петролкомплекс», которая стала заниматься созданием сети автозаправок в Москве под маркой BP. Чигиринскому принадлежало 25 % компании.
В 1999 году Чигиринский стал основным владельцем нефтяных компаний «Эвихон» и «Югранефть», владевшими уникальными по своим запасам Южным Приобским и Салымским месторождениями. В том же году объединил свои нефтяные активы с британской компанией Sibir Energy с листингом на Лондонской фондовой бирже (AIM), благодаря чему стал её основным владельцем и директором.
В 2000 году Чигиринский совместно с правительством Москвы занялся созданием «Московской нефтяной компании» (МНК, позднее — Московская нефтегазовая компания, МНГК) — при участии принадлежавшей правительству Москвы «Центральной топливной компании» (ЦТК). В том же году он занял пост президента МНК, а в январе 2001 года стал президентом Центральной топливной компании (ЦТК), владевшей мажоритарным пакетом голосующих акций ОАО «Московский нефтеперерабатывающий завод» (МНПЗ). В 2003 году Чигиринский стал генеральным директором, а в 2004 году — президентом ОАО «МНГК» (председателем совета директоров компании являлся мэр Москвы Юрий Лужков). Таким образом, оттеснив от МНПЗ «Сибнефть», претендовавшую на контроль с 2001 года после покупки доли «Лукойла».
Ещё в 2000 году Шалва Чигиринский и Роман Абрамович создали совместное предприятие «Сибнефть-Югра», половину которого получила дочернее предприятие Sibir Energy компания «Югранефть», вторым совладельцем стала «Сибнефть». «Югранефть» внесла в уставный капитал СП лицензии на Южно-Приобское и Восточно-Пальяновское нефтяные месторождения. Но в 2004 году Чигиринский обнаружил, что доля «Югранефти» после нескольких допэмиссий в пользу аффилированных с «Сибнефтью» компаний размыта до 0,98 %. Sibir Energy уверяла, что эмиссии проходили без её ведома, и безуспешно оспаривала размытие доли в российских и международных судах. Этот эпизод стал причиной размолвки между братьями Чигиринскими — Шалва обвинил Александра, партнёра Абрамовича, в попустительстве, приведшему к размыванию активов.
В 2005 году Чигиринский продал половину своих акций Sibir Energy бизнесмену Игорю Кесаеву, с которым был знаком с начала 1990-х.
Осенью 2007 года Sibir Energy и правительство Москвы объединили активы в сфере нефтепереработки, в результате чего Sibir Energy стала владельцем 100 % акций ОАО «Московская нефтегазовая компания» (МНГК), которая, в свою очередь, владела 50,08 % акций Московского НПЗ, 38 % «Моснефтепродукта» (сеть нефтебаз и АЗС в Подмосковье) и 100 % «Московской топливной компании» (сеть АЗС в Москве). Всего под контролем объединённой компании было 139 заправочных станций и топливных баз в Московском регионе. Взамен правительство Москвы получило 18,03 % обыкновенных акций компании и опцион на право выкупа еще 3,16 % в течение полутора лет. Благодаря этой сделке было завершено создание вертикально-интегрированной нефтяной компании.

### Финансовый кризис 2008 года
В 2008 году разразился мировой финансовый кризис, в результате которого упал спрос на недвижимость и были заморожены кредитные линии. В результате пострадали все знаковые девелоперские проекты Чигиринского, а вслед за ними и нефтяной бизнес. 
В декабре 2008 года было объявлено, что Sibir Energy выкупила 50% проекта башни «Россия» и что Чигиринский готов продать ей с дисконтом другие свои девелоперские активы. Первоначально компания, в которой 18% акций принадлежало правительству Москвы,  собиралась взять на себя долговые обязательства Russian Land Чигиринского (213 млн долларов), но в феврале 2009 года Sibir Energy отказалась от договорённостей и потребовала от Чигиринского вернуть ей уже выплаченные средства. Вслед за этим Лондонская биржа по просьбе компании приостановила торги её акциями. Ситуацию усугубили требования кредиторов, которые предоставляли кредиты компании Russian Land, поручителями по которому выступали лично Чигиринский и компания Gradison Consultants Inc..
В 2009 году Чигиринский переехал из России в Израиль, гражданином которого он является. В 2010 году в Лондоне было заключено мировое оглашение между Чигиринским, компанией Sibir Energy и всеми его кредиторами. Однако это стоило Чигиринскому потерей его доли в нефтяной компании и значительной части его девелоперских активов. В результате серии сделок контроль над Sibir Energy получила «Газпром нефть», наследница «Сибнефти». Зимой 2011 года она выкупила за 740 млн долларов у правительства Москвы его пакет, довела владение до 100% акций компании и после интегрировала её в свою структуру.
В 2011 и 2012 Шалва Чигиринский вышел из проектов башни «Россия» и гостиницы «Россия», продав свою долю в проектах Рашникову и Надеру за $60 млн ($23 млн за гостиницу и $37 млн за башню)

### Международные проекты
Чигиринский переехал в США в 2013 году и занялся девелопментом недвижимости. Он участвовал в строительстве 32-этажного отеля Margaritaville Resort Times Square, расположенного на углу Седьмой авеню и Западной 40-й улицы в Нью-Йорке. Отель был признан «Лучшим новым отелем 2021 года» по версии USA Today «10 Best Readers' Choice Awards». После открытия отеля Шалва Чигиринский заявил, что рынок «курортов шаговой доступности» или «вертикальных курортов» чрезвычайно перспективен. Он объявил о планах открыть второй подобный проект в Чикаго, а также о разрабатываемых проектах по строительству подобных отелей в городах Канады, а также в Токио, Гонконге и Сингапуре.

## Семья
С первой супругой Тамарой Шалва Чигиринский познакомился в 1970-м году. В браке родился сын Вадим. В 1981 году супруги развелись.
Второй женой Шалвы Чигиринского была Татьяна Панченкова. Брак продлился с 2003 по апрель 2009 года. После начался многолетний скандальный бракоразводный процесс с судами в России и США. В ноябре 2012 Панченкова подала иск в судебные инстанции штата Коннектикут, обвиняя бывшего мужа в «физическом, психологическом и эмоциональном насилии» на протяжении 10 лет; она также возбудила против него отдельное дело, требуя больших выплат после развода, якобы причитающихся по решению российского суда. Однако в октябре 2014 года суд присяжных города Уотербери признал Чигиринского невиновным по всем выдвинутым обвинениям. В июне 2014 года Чигиринский обратился с иском в федеральный суд Нью-Йорка, обвинив Панченкову в незаконном обогащении в результате распродажи части коллекции предметов искусства общей стоимостью в $120 млн, переданной ей в доверительное управление в интересах детей, а также сокрытии при разводе недвижимости в США.
В разгар затяжного юридического спора Панченкова обвинила Чигиринского в насилии над собственной дочерью. 7 марта 2016 года суд Стамфорда (штат Коннектикут) по итогам предварительного расследования выдал ордер на арест Шалвы Чигиринского. Чигиринский обвинений не признал, но сам явился в полицию и был задержан. 17 марта Верховный суд Коннектикута отпустил его под залог в $50 тысяч. В начале июня 2016 года суд Стамфорда, рассмотрев факты, выписал ордер на арест уже самой Татьяны Панченковой по обвинению в действиях, «повлекших риск причинения вреда несовершеннолетним и их морального разложения». Ордер стал следствием экспертизы, которая показала, что Татьяна «манипулировала своими детьми для возбуждения у них ненависти по отношению к родному отцу» и инструктировала насчёт «правильных» ответов в суде. В августе 2016 года завершился процесс по делу об опекунстве. Суд разрешил Чигиринскому контакты с детьми. 
В начале февраля 2017 года суд штата Коннектикут закрыл дело против Чигиринского, признав предпринимателя невиновным. В ноябре 2017 года бывшие супруги урегулировали в США спор вокруг имущества, дело о дополнительных выплатах также было прекращено. Чигиринский воссоединился со всеми детьми.